# Chanos-Curson
Chanos-Curson ist eine französische Gemeinde mit 1.177 Einwohnern (Stand: 1. Januar 2022) im Département Drôme in der Region Auvergne-Rhône-Alpes. Sie gehört zum Arrondissement Valence und zum Kanton Tain-l’Hermitage. Die Einwohner werden Chanos-Cursonnais und Chanos-Cursonnaises genannt.

## Geographie
Chanos-Curson liegt etwa 14 Kilometer nordnordöstlich von Valence. Umgeben wird Chanos-Curson von den Nachbargemeinden Mercurol-Veaunes im Norden und Westen, Clérieux im Osten und Nordosten sowie Beaumont-Monteux im Süden.

## Bevölkerungsentwicklung
| Jahr                       | 1962 | 1968 | 1975 | 1982 | 1990 | 1999 | 2006 | 2016 |
| -------------------------- | ---- | ---- | ---- | ---- | ---- | ---- | ---- | ---- |
| Einwohner                  | 596  | 624  | 641  | 722  | 773  | 944  | 1058 | 1075 |
| Quellen: Cassini und INSEE |      |      |      |      |      |      |      |      |

## Sehenswürdigkeiten
- Kirche Saint-Martin aus dem 19. Jahrhundert
- Schloss Conflans aus dem 15. Jahrhundert

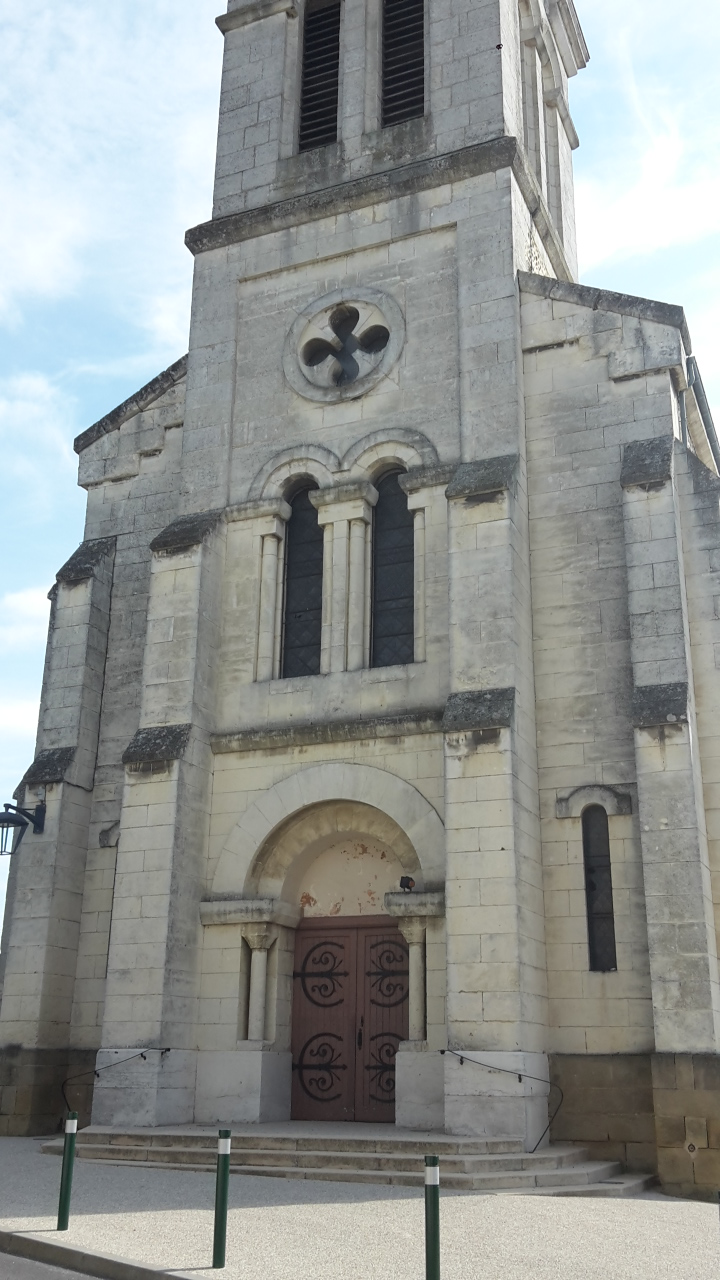
Kirche Saint-Martin

- Schloss La Dame